# آندریاس فیشر (بازیکن فوتبال)
آندریاس فیشر (انگلیسی: Andreas Fischer؛ زادهٔ ۲۰ اکتبر ۱۹۶۴) بازیکن فوتبال اهل آلمان است.
از باشگاه‌هایی که در آن بازی کرده‌است می‌توان به باشگاه فوتبال بایر ۰۴ لورکوزن، باشگاه فوتبال هامبورگ، و باشگاه فوتبال روت‌وایس اسن اشاره کرد.